# 南消防署 (さいたま市)

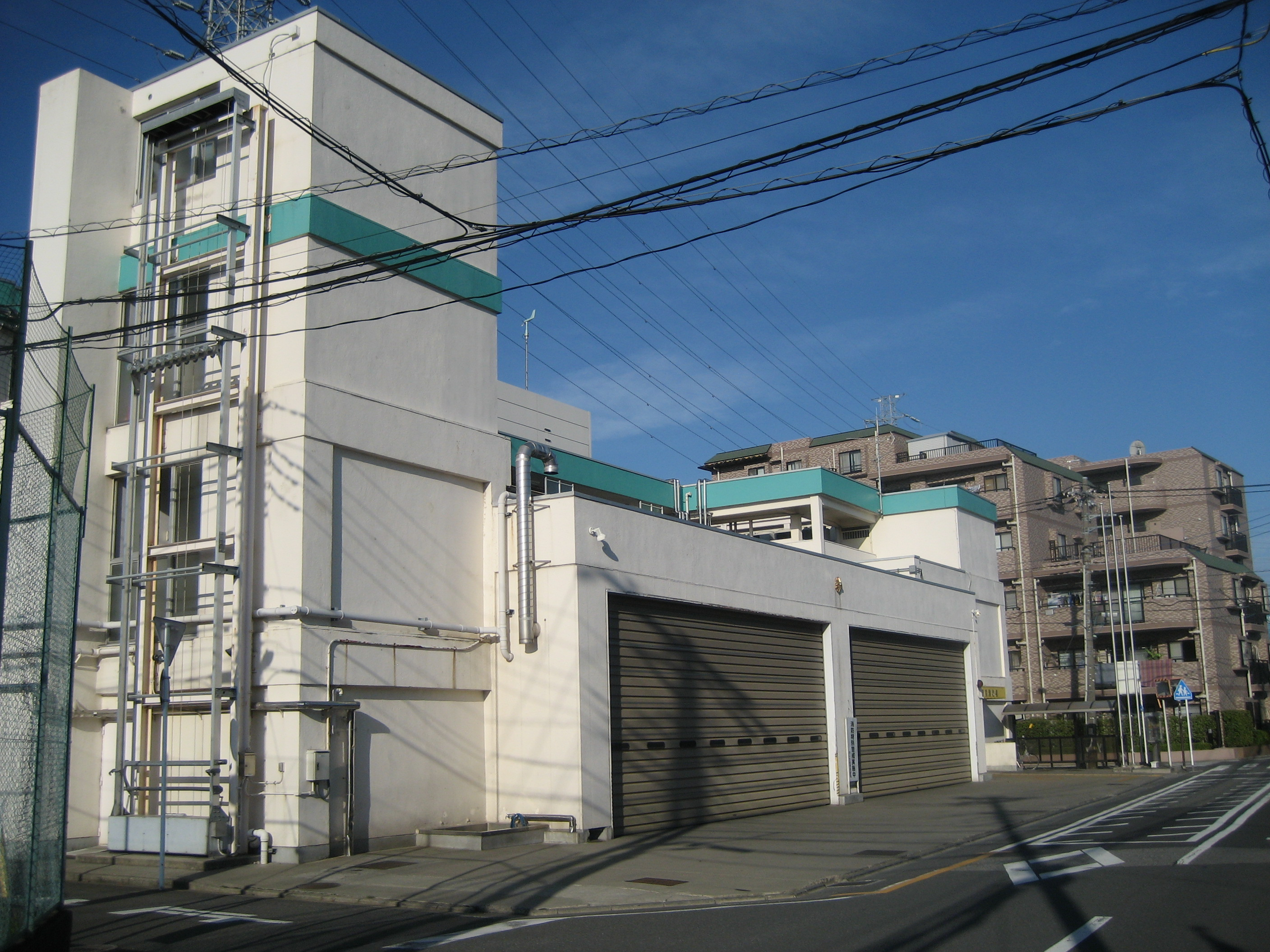
南消防署

南消防署（みなみしょうぼうしょ）は、埼玉県さいたま市南区にあるさいたま市消防局が管轄する消防署である。
本署は南区根岸3丁目に位置し、東浦和出張所がある。

## 沿革
- 1948年4月 浦和市消防本部・浦和市消防署（現浦和消防署）が設置される。
- 1969年8月 南浦和出張所（現：南消防署）を設置する。
- 2001年 - さいたま市発足に伴い、浦和市消防本部はさいたま市消防本部に統合される。
- 2003年（平成15年）4月1日 - さいたま市が政令指定都市に移行したことにより、さいたま市消防局に改称。南区の拠点消防署として南消防署に改称。

## 本署・出張所所在地
- 南消防署 - 南区根岸3丁目10番7号

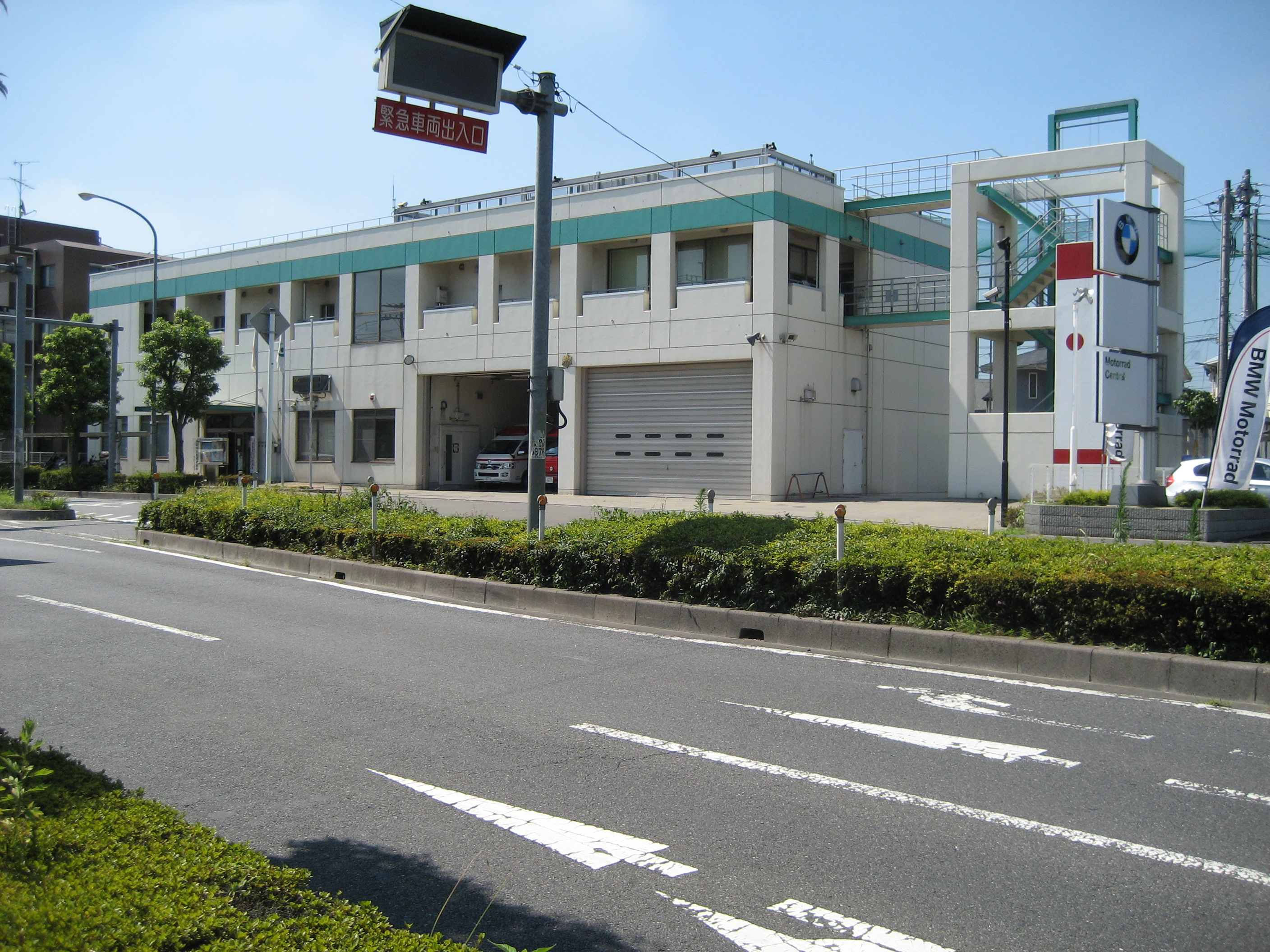
東浦和出張所

  - 東浦和出張所 - 南区大字大谷口5668番地

## 設置部隊
- 指揮隊
- ポンプ隊
- 救急隊
- はしご隊
- 特別救助隊

## 配備車両
- 消防ポンプ車 - 2台
- 水槽付きポンプ車 - 2台
- はしご車 - 1台
- 救助工作車 - 1台
- 指揮車 - 1台
- 高規格救急車 - 2台